# Parasynegia macularia
Parasynegia macularia är en fjärilsart som beskrevs av W. Warren 1894. Parasynegia macularia ingår i släktet Parasynegia och familjen mätare. Inga underarter finns listade i Catalogue of Life.